# Kritik av omdömeskraften
Kritik av omdömeskraften (Kritik der Urteilskraft), även känt som den tredje kritiken, är ett filosofiskt verk av Immanuel Kant. Verket publicerades första gången 1790 och är den avslutande delen i den tredelade "kritiska" serien. Kritik av omdömeskraften fungerar även som ett hopknytande av de tidigare delarna, i det att den behandlar alla slags omdömen, både kunskapsmässiga och moraliska, och därmed anger omdömeskraften som den gemensamma nämnaren för det teoretiska och praktiska förnuftet.